# Ñ̈
Ñ̈ (minuscule : ñ̈), appelé N tilde tréma, est une lettre latine utilisée dans l’écriture de l’ocaina.

## Utilisation
En ocaina, la lettre ‹ Ñ̈, ñ̈ › transcrit /ɲː/, le tréma indiquant la longueur de la consonne, par opposition à ‹ Ñ, ñ › transcrivant /ɲ/.

## Usage informatique
Le N tilde tréma peut être représenté avec les caractères Unicode suivants : 
- précomposé et normalisé NFC (supplément latin-1, diacritiques) :

| formes    | représentations | chaînes de caractères | points de code | descriptions                                      |
| --------- | --------------- | --------------------- | -------------- | ------------------------------------------------- |
| capitale  | Ñ̈               | Ñ◌̈                    | U+00D1 U+0308  | lettre majuscule latine n tilde diacritique tréma |
| minuscule | ñ̈               | ñ◌̈                    | U+00F1 U+0308  | lettre minuscule latine n tilde diacritique tréma |

- décomposé et normalisé NFD (latin de base, diacritiques) :

| formes    | représentations | chaînes de caractères | points de code       | descriptions                                                  |
| --------- | --------------- | --------------------- | -------------------- | ------------------------------------------------------------- |
| capitale  | Ñ̈               | N◌̃◌̈                   | U+004E U+0303 U+0308 | lettre majuscule latine n diacritique tilde diacritique tréma |
| minuscule | ñ̈               | n◌̃◌̈                   | U+006E U+0303 U+0308 | lettre minuscule latine n diacritique tilde diacritique tréma |